# Zhang Yawen
Zhang Yawen (född 9 mars 1985) är en kinesisk idrottare som tog brons i badminton vid olympiska sommarspelen 2008.

## Olympiska meriter

### Olympiska sommarspelen 2008
| Namn                     | Gren   | 32-delsfinal | 16-delsfinal | 8-delsfinal                               | Kvartsfinal                          | Semifinal                      | Final                                   | Final |
| Namn                     | Gren   | Resultat     | Resultat     | Resultat                                  | Resultat                             | Resultat                       | Resultat                                | Plats |
| ------------------------ | ------ | ------------ | ------------ | ----------------------------------------- | ------------------------------------ | ------------------------------ | --------------------------------------- | ----- |
| (3) Zhang Yawen Wei Yili | Dubbel |              |              | Kristiansen and Juhl (DEN) W 21-19, 21-13 | Chien and Cheng (TPE) W 21-14, 21-18 | Du and Yu (CHN) L 19-21, 12-21 | Maeda and Suetsuna (JPN) W 21-17, 21-10 |       |